# Оповещение

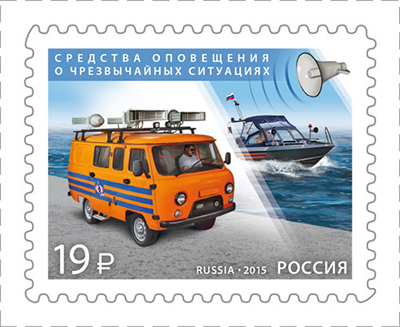
Марка со средствами оповещения

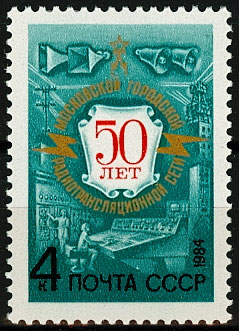
Почтовая марка СССР, посвящённая 50-летию Московской городской радиотрансляционной сети

Оповещение — действие по извещению, уведомлению кого-либо; само сообщение или извещение. Оповещается путем уведомления, как правило, большое количество людей. Оповещение не характеризуется способом передачи и содержанием.:463 Оповещение относится к информации, речи, прикрепленной к официальной или специальной сфере, деловой речи.:306 Оповещение может происходить как с помощью устной речи,:360 так и путем издания, публикации в печати; c использованием средств массовой коммуникации; как в речевой форме, так и путем использования неречевых средств.:393

## Происхождение термина
В XI…XVII веке использовалось слово "оповѣдание", в словаре Даля: "оповещенье", в словаре Ушакова в 1938 году приводится современный термин. Также существовали слова "повещение" (с значением "извещение"), "повещатель" (разносящий повестки, рассыльный).

## Специальные сферы
Для определенных видов сообщений, связанных с экстраординарными ситуациями, выделяют специальные каналы связи в которых действуют жесткие границы между допустимой и недопустимой к передаче информацией. Существование таких каналов важно в условиях «загрязнения» информационного пространства. Само молчание специального канала имеет значение как информация об отстутствии экстраординарной ситуации.
- В военном деле: оповещение — доведение сведений об изменениях обстановки, влияющих на безопасность.[11]
- Оповещение об опасностях, возникающих при военных конфликтах или вследствие этих конфликтов, а также при чрезвычайных ситуациях
- Оповещение о пожаре
- Международный период молчания
- Сигнал бедствия

Громковорящее оповещение характеризуется специальным типом передаваемой информации, воспроизведением информации для группы людей находящихся на объекте (цехе, заводе, учреждении, самолете, морском или речном судне и т.п.).

## Деловая речь
Оповещение широко проводимое различными спообами для привлечения потребителей, зрителей, создания известности является рекламой.:308

## Речевое оповещение
Как речевой акт оповещение (наряду с утверждениями, заявлениями, уведомлениями, извещениями и др.) относится к аффирмативам.
Извещение относится к официально-деловой сфере, в то время как сообщение к повседневному общению. Адресатами извещений и сообщений является конкретный человек. Оповещение о конкретных событиях, фактах производится с помощью объявления, которое отличается от извещения тем, что начинается с поиска адресата (Дорогие покупатели!; Вниманию родителей), адресатами объявления может быть огромное количество людей. Объявление содержит, как правило, информацию о одном событии, факте.

## Неречевое оповещение

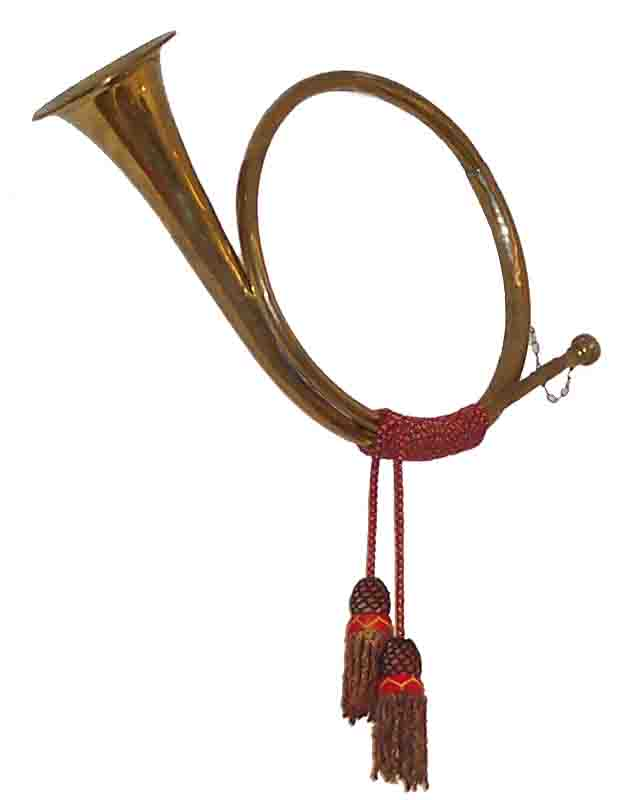
Почтовый рожок, с помощью которого оповещали о прибытии почты

К неречевым формам коммуникации относятся:
- паралингвистические средства (жест, мимика, параграфемика);
- искусственные знаковые системы.[17]

Использование неверечевых средств общения без речевых связано:
- с ограничениями канала общения (например, незнание языка);
- особенностями психологического состояния человека;
- с ситуациями, когда невербальные средства нельзя понять неправильно.[18]

Оповещение может производится с использованием сигнальных музыкальных инструментов, сигнального огня, резких звуков, запахов.
Звонок, сирена, сигнальная ракета и т.п. относятся к знакам-сигналам, которые в свою очередь относятся к знакам-индексам.
Раздражающую тревожность звуковым сигналам оповещения придает их периодичность, являющееся основным свойством сигналов оповещения.

### Колокольный звон
Колокольные звоны — разновидность сигнальной музыки, которая с древности используется как средство коммуникации. Колокол — сигнальный музыкальный инструмент. Оповестительные музыкальные инструменты — один из видов сигнальных.  Исторически сигналом к сбору людей в случае пожара, тревоги были удары в колокол — набат. Могли использоваться особые набатные (всполошные, переполошные, осадные) колокола специально предназначенные для оповещения о бедствиях, в том числе пожарах. В Московском кремле набатные колокола висели на трех башнях. Был регламентирован порядок оповещения населения о пожаре в зависимости от места пожара. В средневековых западно-европейских городах набатные колокола размещались в специальной башне — беффруа, которая имела особое значение как символ независимости города. Оповещать о пожаре могли с использованием обычных колоколов специальным трезвоном — набатным звоном с использованием двух, трех и более колоколов.
Кроме набатного звона при пожаре использовался путевой звон в метель и бурю.
Подвешенный кусок рельса — пожарное оповестительное било, которое музыкальным инструментом не является, но используется в качестве сигнального инструмента. Также используется для подачи общего сигнала тревоги.
Набат в Российской империи регулировался законодательно с 1797 года как тревожный или охранительный (сигнальный) колокольный звон, который предписывалось бить во время пожаров, вьюг и метелей. Различался пожарный и метельный набат. Запрещалось бить в набат во время народных волнений и смут. Набатные тревоги допускались только в чрезвычайных ситуациях и с дозволения местного начальства.
В 1918 установили ограничение на оповещение населения:

1. Виновные в созыве населения набатным звоном, тревожными гудками, рассылкой гонцов и т. п. способами с контрреволюционными целями предаются революционному трибуналу.
2. Соучастники, пособники, подстрекатели (как то: призывающие устно, письменно или печатно к пользованию означенным в и. 1 способом возбуждения тревоги и т. п.) и вообще прикосновенные лица отвечают перед революционным трибуналом наравне с главными виновниками.
3. Покушение на совершение означенного деяния наказуется как оконченное деяние.  